# Vol Malaysia Airlines 2133
Le vol Malaysia Airlines 2133 est un vol intérieur régulier reliant Kota Kinabalu à Tawau, opéré par la compagnie aérienne nationale malaisienne, Malaysia Airlines. Le 15 septembre 1995, le Fokker F50 assurant ce vol s'est écrasé dans un bidonville, après que les pilotes n'aient pas réussi à arrêter l'avion lors de son atterrissage à l'aéroport de Tawau, tuant 32 des 49 passagers et 2 des 4 membres d'équipage à bord. Il s'agit de la première perte et du premier accident mortel impliquant le Fokker F50.

## Avion et équipage
L'appareil impliqué était un Fokker F50, âgé de cinq ans et immatriculé 9M-MGH et le (numéro de série 20174). Ce bimoteur à hélice court-courrier était équipé de deux turbopropulseurs, fabriqués par Pratt & Whitney Canada, et cumulait un total de 10 848 heures de vol et 17 483 cycles (décollage/atterrissage) au moment de l'accident.
Le commandant de bord était Wong Khang Lock (40 ans), qui totalisait 4 892 heures de vol à son actif, dont 427 heures sur Fokker F50. Il était titulaire de certificats de vol et médicaux valides. Le copilote était Su Tiong Hee (28 ans), qui totalisait 1 162 heures de vol, dont 962 heures sur Fokker F50.

## Accident
Le vol 2133 était un vol intérieur régulier de passagers entre Kota Kinabalu, la capitale de l'État du Sabah, et Tawau, une grande ville située à la frontière entre la Malaisie et l'Indonésie, dans l'est du pays. Il y avait 49 passagers, ainsi que deux pilotes et deux membres d'équipage à bord de l'avion. La durée prévue pour ce vol était d'une heure.
Le décollage du vol 2133 a été retardé de 30 minutes par rapport à l'horaire prévue, en raison de l'arrivée tardive de l'avion à Kota Kinabalu. Il a finalement décollé de l'aéroport international de Kota Kinabalu à 12h19, heure locale, en suivant les règles de vol aux instruments. Les conditions météorologiques à Tawau étaient les suivantes : « vent de surface calme, visibilité supérieure à 10 km, pluie du nord au nord-est, éparses à 1 600 pieds et 2 700 pieds, nuages épars à 14 000 pieds, température de 30°C et QNH de 1 009 mb, atterrissage piste 17 ». À l'époque, la piste 17 de l'aéroport de Tawau ne mesurait que 5 600 pieds (1 706 m) de long. Le vol s'est déroulé sans incident jusqu'au moment de l'approche.
En arrivant à l'aéroport, l'avion dépassait 3 500 pieds (1 066 m) et était configuré pour l'atterrissage. Malgré cela, l'avion était alors trop rapide et encore trop haut pour l'approche. Néanmoins, le commandant a assuré au copilote que la piste était longue, donc qu'il n'y aurait pas de problème particulier. Le copilote a continué à informer le commandant de bord de la vitesse excessive, tandis que l'avion poursuivait une descente de 3 000 pieds/min (15 m/sec), à un angle à piquer de 13°. Cette attitude de vol a déclenché les alarmes de l'avertisseur de proximité du sol (GPWS), qui ont toutes été ignorés.
À 13h05, le vol 2133 a touché le sol à environ 1 030 m du seuil de piste, a rebondi et a atterri de nouveau à 1 450 m du seuil. Un deuxième rebond s'est alors produit, avec un dernier atterrissage à 1 460 m du seuil, ne laissant que 243 m de piste pour s'arrêter. L'avion a ensuite dépassé la fin de la piste et traversé la zone herbeuse de l'aéroport, avant de s'écraser dans le bidonville de Sri Menanti,  principalement occupés par des travailleurs migrants philippins et indonésiens, situé à environ 500 m de l'extrémité de la piste 17.
L'appareil s'est disloqué en deux tronçons et les ailes se sont brisées sous la violence de l'impact, provoquant une fuite massive de carburant. Un incendie s'est rapidement déclaré, en raison de la collision de l'avion avec plusieurs maisons du quartier. Alors que l'incendie s'intensifiait, les passagers et les membres de l'équipage ont tenté d'évacuer l'avion en feu. Cependant, une grosse explosion a soudainement englouti l'ensemble de l'avion, brûlant les passagers et les membres d'équipage restants à l'intérieur de l'avion. Les maisons voisines ont ensuite pris feu, permettant aux flammes de se propager à presque tout le quartier. Les résidents du quartier ont immédiatement fui pour se mettre en sécurité.
Les services de lutte anti-incendie de Tawau ont immédiatement déployé 18 pompiers sur place. Les efforts de secours ont été entravés par le nombre de spectateurs présents sur le lieu du crash. Les sauveteurs ont réussi à éteindre les flammes plus tard dans la soirée. Au total, 34 corps ont été retrouvés parmi les décombres et 17 passagers, 2 membres d'équipage et 10 résidents du bidonville ont dû être soignés pour leurs blessures. Au total, 40 maisons ont été détruites ou endommagées lors du crash.

## Enquête
Les autorités malaisiennes ont mis en place une équipe de six enquêteurs du Département de l'aviation civile pour enquêter sur l'accident du vol 2133. Des représentants de Malaysia Airlines, mais également des Pays-Bas (représentant Fokker, fabricant de l'avion), du Canada (représentant Pratt & Whitney Canada, fabricant des moteurs) et des États-Unis (représentant la Federal Aviation Administration (FAA)) ont également été invités à participer à l'enquête. Les enregistreurs de vol ont été envoyés et analysés dans les locaux de l'Air Accidents Investigation Branch (AAIB) britannique, basé à Farnborough.

Le rapport final de l'enquête a été publié le 20 mai 1998, près de trois ans après l'accident. Les autorités malaisiennes ont cité les éléments suivants :

« La cause la plus probable de l'accident est l'insistance du commandant de bord à poursuivre l'approche vers Tawau, malgré le fait que la longueur de piste disponible après l'atterrissage n'était pas suffisante pour permettre à l'avion de s'arrêter à temps. L'influence de la politique stricte de la compagnie aérienne, en matière d'économie de carburant et de ponctualité, a été un facteur contributif. »

Bien que le rapport ait imputé l'accident à la prise de décision du commandant de bord, il a également souligné le manque d'initiative du copilote pour corriger la situation. Les enquêteurs ont donc demandé à l'organisme de réglementation malaisien d'obliger chaque compagnie aérienne en Malaisie à inclure la gestion des ressources de l'équipage dans la formation obligatoire des équipages. Il a été demandé à Malaysia Airlines de mettre en œuvre cette recommandation immédiatement.